# Woodhouselee Hill
Der Woodhouselee Hill ist ein Hügel in den Pentland Hills. Die 383 m hohe Erhebung liegt an der Ostflanke am Nordende der rund 25 km langen Hügelkette in der schottischen Council Area Midlothian. Die nächstgelegenen Siedlungen sind in jeweils rund vier Kilometern Entfernung Penicuik im Süden, Roslin im Südosten, Loanhead im Osten sowie die südlichen Stadtteile Edinburghs im Norden. Im Osten vorgelagert ist der Weiler Woodhouselee, in dem sich zu Zeiten des Zweiten Weltkriegs ein Kriegsgefangenenlager befand. Die Nachbarhügel sind der Castlelaw Hill im Südwesten, der Allermuir Hill im Nordwesten sowie der Caerketton Hill im Norden. Kuppe und Flanken des Woodhouselee Hills sind teilweise bewaldet.

## Umgebung
Entlang der Nordflanke fließt der Boghall Burn, der schließlich über North Esk und Esk in den Firth of Forth entwässert. In seiner Nähe wurde 1923 eine nicht näher beschriebene frühzeitliche Axt aus dunklem Sandstein gefunden, die sich heute in der Sammlung des Royal Museum of Scotland befindet. Bis etwa in die 1970er Jahre wurde die Kuppe des Woodhouselee Hills bewirtschaftet. Von der landwirtschaftlichen Nutzung in den vergangenen Jahrhunderten zeugen verschiedene Spuren entlang der Hänge. Sowohl an der West- als auch an der Ostflanke finden sich aufgelassene Steinbrüche.